# Paul Lieberstein
Paul Bevan Lieberstein (født 22. februar 1967) er en amerikansk manuskriptforfatter, producer og skuespiller, bedst kendt for sit arbejde på komedieserien The Office.